# Schloss Weng

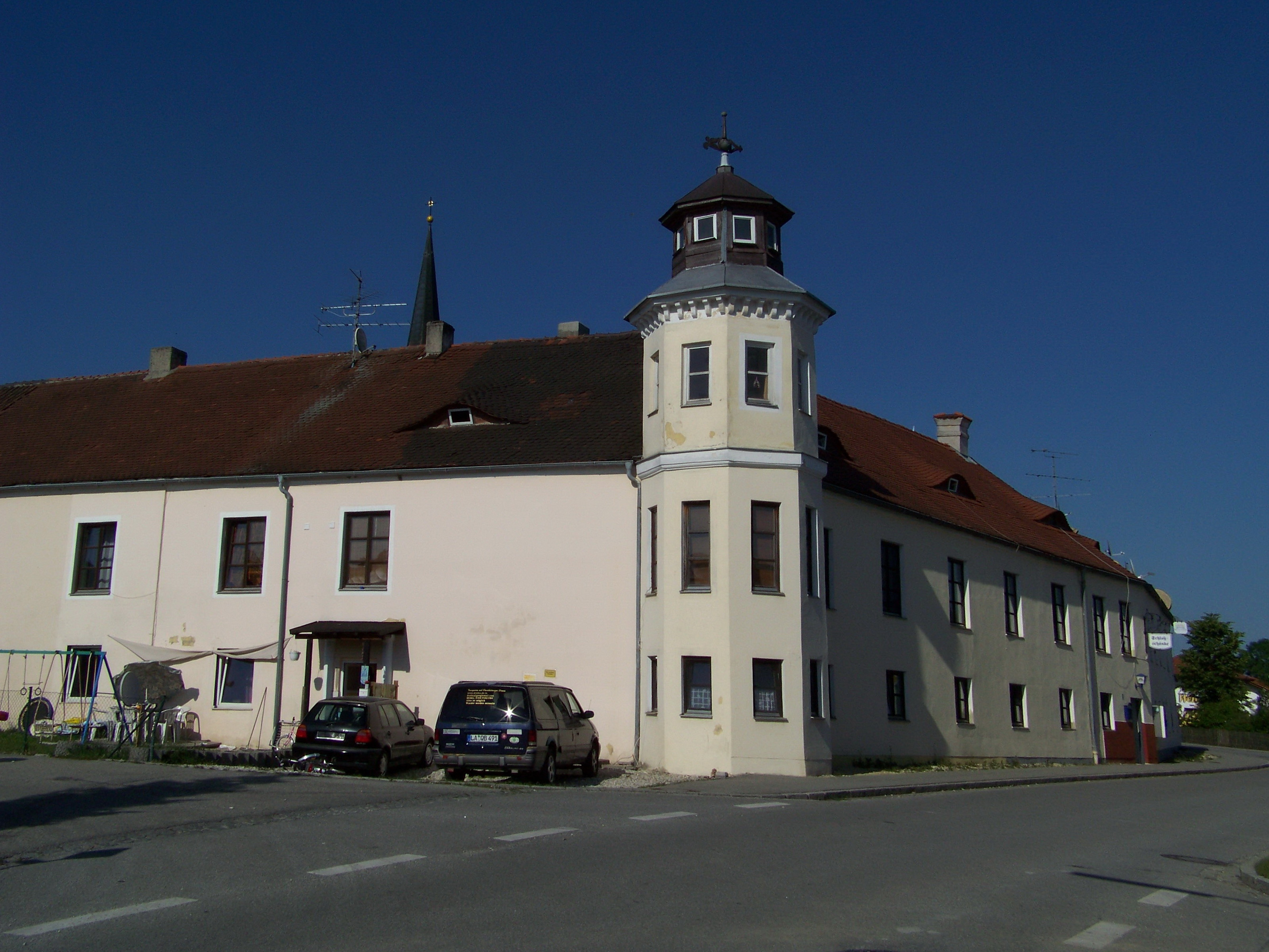
Schloss Weng

Schloss Weng ist ein kleines, im Barockstil erbautes Schloss in Weng (Isar) im Landkreis Landshut. Es ist ein denkmalgeschütztes Baudenkmal unter der Aktennummer D-2-74-188-2. Die Anlage wird als Bodendenkmal unter der Aktennummer D-2-7340-0308 als „untertägige frühneuzeitliche Befunde im Bereich des Schlosses von Weng, darunter die Spuren von Vorgängerbauten bzw. älterer Bauphasen und abgebrochenen Gebäudeteilen“ geführt.

## Geschichte
Weng gehörte im 17. und 18. Jahrhundert den Grafen von Seinsheim. Das heutige Schloss Weng wurde 1806 von Graf Carl Arco auf Oberköllnbach erworben und war bis Anfang 1990 im Besitz der Grafen Arco auf Valley. Das frühere Schloss Moosweng ist ebenso wie das Schloss Hörmannsdorf nicht erhalten. 

## Baugeschichte
Der L-förmige Flügelbau besteht aus einer barocken, ehemaligen unregelmäßigen Vierflügelanlage. Der zweigeschossige Bau mit Satteldach verfügt südöstlich über ein dreigeschossiges Ecktürmchen, östlich Volutengiebel. Der Bau stammt wie ein angrenzender Stadel mit Walmdach und Blockbauwänden aus dem 18. Jahrhundert.